# Братья Твердышевы
Братья Твердышевы — братья Иван Борисович и Яков Борисович, совместно управлявшие фабриками, заводами и являвшиеся компаньонами в промышленном производстве.
Первые официальные упоминания братьев Твердышевых датируются 1743 и 1744 годами. Само семейство состояло из братьев — Ивана, Якова и Петра и происходило из Симбирска. Их отец, Борис Твердышев, какое-то время был бурмистром городской купеческой сотни. Генератором идей и основным лидером среди братьев был Иван, старший брат. При жизни Яков Борисович не играл какой-то особой роли в развитии предприятий, но был помощником первого, хотя, как отмечают учёные-историки, крайне невнимательным помощником. Успех фабрик братьев состоит в том, что, вероятно, они одними из первых побывали в районе Южной Башкирии, и тогда они получили некоторые доступы к большому количество полезных ресурсов, не тронутых на то время. Некоторые современники предполагают, что Иван Твердышев не знал, где находится «золотое поле», однако сам факт того, что он обнаружил большие запасы золота, подтверждаются. Первая каргалинская медь на построенном компаньонами была изготовлена в 1745 году.
Иван умер в 1773 году, Яков — в 1783 году. Так как они не оставили после себя потомство, то все производственные предприятия достались четырём дочерям Мясниковым.

## История
Иван Борисович Твердышев был купцом, коллежским асессором и основателем медноплавильных и железных фабрик в Оренбургском крае. Его брат — Яков Борисович, помогал ему с организацией работ на этих фабриках, был на медных и железных заводах директором и его компаньоном; родился в Симбирске, как и Иван Борисович. Оба обладали большим для того времени капиталом.
Существует маловероятное предание, которое приводится и книге П. Долгоруковым «Mémoires», что к промышленной деятельности их направил Пётр Великий. Около Симбирска или где-то в другом месте ему пришлось переезжать через Волгу. Гребцами на царской лодке были три брата Твердышева (кроме Ивана и Якова ещё их младший брат Пётр, умерший в 1749 г.). Пётр разговорился с ними, братья ему понравились, показавшись бойкими и смышлёными людьми, и Пётр предложил им идти на Урал, чтобы, подобно Демидову, заняться горным делом. Когда Твердышевы сослались на отсутствие денег, Пётр распорядился дать им 50 рублей, с которыми они и отправились на Урал. Во всяком случае верно то, что в царствование Анны Иоанновны или в самом начале царствования Елизаветы Петровны Иван и Яков Твердышевы вместе с Иваном Семёновичем Мясниковым-Пустинниковым, также из Симбирска, женатым на их сестре, задумали по примеру Никиты Демидова искать счастье в Приуральском крае. Свою деятельность они сосредоточили главным образом в Оренбургском крае. Наиболее энергичным из них был Иван. Первоначально он вместе с компаньонами занялся торговыми делами, брал на себя разные подряды и поставки для казны. Ему удалось внести значительное оживление в торговлю Оренбурга и Уфы; он заботился также об изыскании более прямых и удобных дорог. Благодаря этому он имел возможность брать поставки для казны по более низкой цене, чем другие. И действительно, при всех поставках Иван T. уступил казанской губернской канцелярии более 21 тысячи рублей против объявленной ей цены. В 1743 году он подал генерал-губернатору прошение о передаче ему на определённых условиях медноплавильного казённого завода близ Табанска. Это был единственный завод во всем крае, построенный ещё в 1736 или 1737 году, но вскоре оставленный. Ходатайство это поддерживал перед берг-коллегией начальник Оренбургского края Неплюев. И хотя о том же в 1742 году просил А. Н. Демидов, однако вопрос решён был берг-коллегией в пользу Твердышевых ввиду того, что он исправно и дешевле других исполнял казённые подряды. Вместо возобновления работ старого завода Твердышев построил новый, в 90 вёрст от Табанска, на реке Торе, впадающей в Белую, на более удобном месте, назвав его Воскресенским. Этим было положено начало металлургической промышленности в Оренбургском крае. Затем братья Твердышевы основали ряд других заводов.
Под конец жизни им принадлежало, кроме Воскресенского, 5 медеплавильных заводов: Преображенский на реке Урман, построенный в 1748 году, Богоявленский на Усолке (1752), Архангельский на Аксыне (1753), Верхоторский у верховьев Торы (1759) и Покровский, переставший действовать во время восстания Пугачёва. В них выплавлялось в год по 25 тысяч пудов меди. Кроме того, им принадлежал лесопильный Сиыский и следующие железоделательные заводы: Катав-Ивановский на pеке Катаве, построенный в 1757 году, молотовый Юрюзань-Ивановский на Юрюзани (1758), Белорецкий на Белой (1762) и молотовой Усть-Катавский. В разных местах на западном склоне Урала братья открыли богатую железную и медную руду. Росту их богатства способствовало ещё и то, что им удавалось дёшево скупать большие пространства земли у башкир. За свои труды по развитию горнозаводской промышленности Твердышевы были награждены в 1760 году званием потомственного почётного гражданства; кроме того Иван получил чин коллежского асессора, а Яков назначен директором медеплавильных и железоделательных заводов. Под конец жизни им, кроме капиталов и заводов, принадлежало 76 тысяч крепостных.
Иван Твердышев умер в 1773 году, а Яков в 1783 году. Ни тот, ни другой из братьев не оставил потомства: Иван умер бездетным; у Якова была одна дочь, Татьяна, замужем за Гаврилой Ильичём Бибиковым, но она умерла бездетной раньше своих родителей. Поэтому все огромное состояние промышленников перешло в руки четырёх дочерей Мясникова, также не имевшего мужского поколения.